# White Christmas
White Christmas (englisch für „Weiße Weihnachten“) ist der Titel eines von Irving Berlin komponierten Weihnachtslieds. Die 1947 veröffentlichte Version, gesungen von Bing Crosby, gilt mit geschätzten 50 Millionen verkauften Einheiten als die bisher meistverkaufte Single weltweit.

## Entstehungsgeschichte
Der erfolgreiche Komponist Irving Berlin konnte weder Noten lesen noch schreiben, er überließ die Niederschrift seiner Werke daher seinem Sekretär Helmy Kresa. Am 8. Januar 1940 präsentierte Irving seine neue, aus 48 Takten bestehende Komposition White Christmas Kresa, der diese dann in Notenform brachte. Irving drückte Kresa gegenüber seine Überzeugung aus, dass dieser Titel nicht nur der beste Song sei, den er jemals geschrieben habe, sondern dass es der beste Song sei, den jemals jemand geschrieben habe. Als Berlin den Song dann – gekürzt um die ursprünglich geplanten Eingangsverse – dem eher wortkargen Crosby vorstellte, war dieser auf Anhieb überzeugt: „Darüber brauchst du dir keine Sorgen zu machen.“

## Studio-Aufnahme
Bing Crosby stellte den Song am 25. Dezember 1941 in seiner NBC-Radioshow erstmals der Öffentlichkeit vor. Im Jahr darauf kam es dann zu der Aufnahmesession vom 29. Mai 1942 (Decca DLA3009) in den Decca-Studios in New York City für den geplanten Film Holiday Inn (deutscher Titel: Musik, Musik) mit Crosby und Fred Astaire, für den neben White Christmas noch fünf weitere Songs an jenem Tag aufgenommen wurden; insgesamt verwandte die Produktion im Film zwölf Berlin-Songs mit Crosby. Es spielte das John Scott Trotter Orchestra, die Chorbegleitung stammte von den Ken Darby Singers.

## Veröffentlichung
Die saisonale Decca-Single White Christmas / Let’s Start The New Year Right (#18429) wurde im August 1942 veröffentlicht, parallel zum Film Musik, Musik (Holiday Inn), der in den Vereinigten Staaten am 4. August 1942 in die Kinos kam. Der Traum von einer weißen Weihnacht verfing im US-amerikanischen Hochsommer noch nicht; erst am 3. Oktober 1942 erschien der Titel erstmals in der Pop-Hitparade, wo er am 31. Oktober den ersten Rang erreichte, den er für 11 Wochen innehatte. In den folgenden Jahren kam der romantische Weihnachtssong noch 16 Mal in die Top 30 und erreichte noch zweimal die Spitze der Charts, nämlich 1945 und im Januar 1947. Am 19. März 1947 musste Crosby in selber Formation den Song nochmals aufnehmen (Decca L4374), weil das Master aus dem Jahr 1942 durch die häufige Benutzung beschädigt war. Beim nahezu identischen Arrangement wurde jedoch der Violinenpart verstärkt. Dies ist die auf fast allen Platten und CDs ausschließlich benutzte Originalaufnahme und hat den Titel zum Erfolg geführt. Nicht zuletzt durch die jährlich wiederkehrende Veröffentlichung zu Weihnachten hat der Song einen immensen Umsatzerfolg erzielen können.
Im Film-Soundtrack von Holiday Inn nimmt White Christmas neben weiteren Kompositionen von Irving Berlin die prominenteste Position ein. Der Song erklingt bereits im Vorspann und dann immer wieder im Film, gesungen (einmal von Bing Crosby, einmal von Marths Mears) und in einer instrumentalen Fassung. 1943 wurde der Film mit dem Oscar für den besten Filmsong ausgezeichnet.

## Verkaufserfolg
Die Verkaufszahlen sind widersprüchlich. Fest steht, dass dieses Weihnachtslied zu den bisher meistverkauften Singles gehört. Seine saisonale Orientierung wird den Verkaufserfolg jedes Jahr erneut verbessern. In den ersten fünf Jahren wurden sieben Millionen Exemplare, bis 1968 insgesamt 30 Millionen in Nordamerika verkauft, weltweit weitere 32 Millionen Exemplare. Die Mehrzahl der Quellen geht von weltweit 50 Millionen Singles aus, das Guinness-Buch legt sich auf 30 Millionen (und über 100 Millionen in allen Sprachen) fest. David A. Jasen geht von 30 Millionen Singles aus. White Christmas ist ungeachtet der großen Differenzen im Plattenumsatz das wertvollste Song-Urheberrecht weltweit, zumal es alljährlich zu neuen Plattenverkäufen und insbesondere Rundfunkaufführungen kommt.
Dank der ungebrochenen Popularität von White Christmas wurde der Song ein zweites Mal Grundlage für einen Musikfilm, dieses Mal direkt unter dem Titel White Christmas (deutsch Weiße Weihnachten) und wieder mit Crosby in der Hauptrolle, dem jetzt Danny Kaye zur Seite stand. Als der Film im Herbst 1954 in die Kinos kam, wurde er ein Kassenschlager. Rechtzeitig zum Kinostart des Films brachte auch Frank Sinatra, mittlerweile bei einem neuen Plattenlabel – Capitol Records –, eine weitere Single-Version von White Christmas heraus. Im Jahre 1957 sangen beide Künstler den Titel als Duett in Sinatras Fernsehshow auf ABC-TV, ein Höhepunkt für Sinatra, der Crosby immer sehr verehrt hatte.
Die ASCAP veröffentlichte im Jahre 1998 eine Mitteilung, wonach White Christmas das erfolgreichste Weihnachtslied aller Zeiten sei mit weltweit 500 Versionen, das etwa 125 Millionen Tonträger in allen Sprachen weltweit umgesetzt hat. Es wurde im Jahre 2001 von der RIAA auf Platz zwei in die Liste Songs of the Century aufgenommen.

## Sonstiges
Aufgrund seiner kulturellen und historischen Bedeutung für die Vereinigten Staaten wurde die Erstaufnahme von White Christmas, 1942 gesungen von Bing Crosby, am 27. Januar 2003 in die National Recording Registry der Library of Congress aufgenommen.
Am 29. April 1975 wurde das Lied als Zeichen der Evakuierung der US-Soldaten aus Saigon im Radio gesendet und war somit der Startschuss der Operation Frequent Wind.

## Chartplatzierungen

### Bing Crosby
| Periode   | Höchstplatzierung, GesamtwochenChartplatzierungen (Periode, Platzierungen, Wochen) | Höchstplatzierung, GesamtwochenChartplatzierungen (Periode, Platzierungen, Wochen) | Höchstplatzierung, GesamtwochenChartplatzierungen (Periode, Platzierungen, Wochen) | Höchstplatzierung, GesamtwochenChartplatzierungen (Periode, Platzierungen, Wochen) | Höchstplatzierung, GesamtwochenChartplatzierungen (Periode, Platzierungen, Wochen) |
| Periode   | DE                                                                                 | AT                                                                                 | CH                                                                                 | UK                                                                                 | US                                                                                 |
| --------- | ---------------------------------------------------------------------------------- | ---------------------------------------------------------------------------------- | ---------------------------------------------------------------------------------- | ---------------------------------------------------------------------------------- | ---------------------------------------------------------------------------------- |
| 1942/43   | —                                                                                  | —                                                                                  | —                                                                                  | —                                                                                  | US1 (15 Wo.)US                                                                     |
| 1943/44   | —                                                                                  | —                                                                                  | —                                                                                  | —                                                                                  | US9 (1 Wo.)US                                                                      |
| 1944/45   | —                                                                                  | —                                                                                  | —                                                                                  | —                                                                                  | US6 (4 Wo.)US                                                                      |
| 1945/46   | —                                                                                  | —                                                                                  | —                                                                                  | —                                                                                  | US9 (2 Wo.)US                                                                      |
| 1946/47   | —                                                                                  | —                                                                                  | —                                                                                  | —                                                                                  | US2 (7 Wo.)US                                                                      |
| 1947/48   | —                                                                                  | —                                                                                  | —                                                                                  | —                                                                                  | US3 (5 Wo.)US                                                                      |
| 1948/49   | —                                                                                  | —                                                                                  | —                                                                                  | —                                                                                  | US6 (5 Wo.)US                                                                      |
| 1949/50   | —                                                                                  | —                                                                                  | —                                                                                  | —                                                                                  | US7 (4 Wo.)US                                                                      |
| 1950/51   | —                                                                                  | —                                                                                  | —                                                                                  | —                                                                                  | US16 (3 Wo.)US                                                                     |
| 1951/52   | —                                                                                  | —                                                                                  | —                                                                                  | —                                                                                  | US16 (3 Wo.)US                                                                     |
|           |                                                                                    |                                                                                    |                                                                                    |                                                                                    |                                                                                    |
|           |                                                                                    |                                                                                    |                                                                                    |                                                                                    |                                                                                    |
| 1954/55   | —                                                                                  | —                                                                                  | —                                                                                  | —                                                                                  | US21 (3 Wo.)US                                                                     |
| 1955/56   | —                                                                                  | —                                                                                  | —                                                                                  | —                                                                                  | US18 (3 Wo.)US                                                                     |
| 1956/57   | —                                                                                  | —                                                                                  | —                                                                                  | —                                                                                  | US65 (1 Wo.)US                                                                     |
| 1957/58   | —                                                                                  | —                                                                                  | —                                                                                  | —                                                                                  | US34 (6 Wo.)US                                                                     |
| 1958/59   | —                                                                                  | —                                                                                  | —                                                                                  | —                                                                                  | US66 (2 Wo.)US                                                                     |
| 1959/60   | —                                                                                  | —                                                                                  | —                                                                                  | —                                                                                  | US59 (1 Wo.)US                                                                     |
| 1960/61   | —                                                                                  | —                                                                                  | —                                                                                  | —                                                                                  | US28 (3 Wo.)US                                                                     |
| 1961/62   | —                                                                                  | —                                                                                  | —                                                                                  | —                                                                                  | US12 (4 Wo.)US                                                                     |
| 1962/63   | —                                                                                  | —                                                                                  | —                                                                                  | —                                                                                  | US38 (3 Wo.)US                                                                     |
|           |                                                                                    |                                                                                    |                                                                                    |                                                                                    |                                                                                    |
|           |                                                                                    |                                                                                    |                                                                                    |                                                                                    |                                                                                    |
| 1977/78   | —                                                                                  | —                                                                                  | —                                                                                  | UK5 (7 Wo.)UK                                                                      | —                                                                                  |
|           |                                                                                    |                                                                                    |                                                                                    |                                                                                    |                                                                                    |
|           |                                                                                    |                                                                                    |                                                                                    |                                                                                    |                                                                                    |
| 1983/84   | —                                                                                  | —                                                                                  | —                                                                                  | UK95 (2 Wo.)UK                                                                     | —                                                                                  |
|           |                                                                                    |                                                                                    |                                                                                    |                                                                                    |                                                                                    |
|           |                                                                                    |                                                                                    |                                                                                    |                                                                                    |                                                                                    |
| 1985/86   | —                                                                                  | —                                                                                  | —                                                                                  | UK69 (4 Wo.)UK                                                                     | —                                                                                  |
|           |                                                                                    |                                                                                    |                                                                                    |                                                                                    |                                                                                    |
|           |                                                                                    |                                                                                    |                                                                                    |                                                                                    |                                                                                    |
| 1998/99   | —                                                                                  | —                                                                                  | —                                                                                  | UK29 (4 Wo.)UK                                                                     | —                                                                                  |
|           |                                                                                    |                                                                                    |                                                                                    |                                                                                    |                                                                                    |
|           |                                                                                    |                                                                                    |                                                                                    |                                                                                    |                                                                                    |
| 2007/08   | DE56 (2 Wo.)DE                                                                     | —                                                                                  | CH84 (1 Wo.)CH                                                                     | UK42 (4 Wo.)UK                                                                     | —                                                                                  |
| 2008/09   | DE53 (4 Wo.)DE                                                                     | —                                                                                  | CH56 (1 Wo.)CH                                                                     | —                                                                                  | —                                                                                  |
| 2009/10   | DE70 (2 Wo.)DE                                                                     | —                                                                                  | —                                                                                  | UK91 (1 Wo.)UK                                                                     | —                                                                                  |
| 2010/11   | DE90 (1 Wo.)DE                                                                     | —                                                                                  | —                                                                                  | —                                                                                  | —                                                                                  |
| 2011/12   | —                                                                                  | —                                                                                  | —                                                                                  | UK92 (1 Wo.)UK                                                                     | —                                                                                  |
|           |                                                                                    |                                                                                    |                                                                                    |                                                                                    |                                                                                    |
|           |                                                                                    |                                                                                    |                                                                                    |                                                                                    |                                                                                    |
| 2015/16   | —                                                                                  | —                                                                                  | —                                                                                  | UK75 (1 Wo.)UK                                                                     | —                                                                                  |
| 2016/17   | —                                                                                  | —                                                                                  | CH95 (1 Wo.)CH                                                                     | UK47 (4 Wo.)UK                                                                     | —                                                                                  |
| 2017/18   | —                                                                                  | —                                                                                  | —                                                                                  | UK22 (4 Wo.)UK                                                                     | —                                                                                  |
| 2018/19   | DE81 (1 Wo.)DE                                                                     | —                                                                                  | CH51 (1 Wo.)CH                                                                     | UK31 (4 Wo.)UK                                                                     | US34 (2 Wo.)US                                                                     |
| 2019/20   | DE67 (1 Wo.)DE                                                                     | —                                                                                  | CH40 (1 Wo.)CH                                                                     | UK31 (4 Wo.)UK                                                                     | US42 (1 Wo.)US                                                                     |
| 2020/21   | DE39 (4 Wo.)DE                                                                     | AT59 (1 Wo.)AT                                                                     | CH69 (2 Wo.)CH                                                                     | UK49 (5 Wo.)UK                                                                     | US20 (4 Wo.)US                                                                     |
| 2021/22   | DE43 (4 Wo.)DE                                                                     | AT40 (4 Wo.)AT                                                                     | CH44 (2 Wo.)CH                                                                     | UK48 (5 Wo.)UK                                                                     | US21 (5 Wo.)US                                                                     |
| 2022/23   | DE41 (5 Wo.)DE                                                                     | AT40 (4 Wo.)AT                                                                     | CH58 (2 Wo.)CH                                                                     | UK39 (4 Wo.)UK                                                                     | US16 (5 Wo.)US                                                                     |
| 2023/24   | DE47 (4 Wo.)DE                                                                     | AT38 (3 Wo.)AT                                                                     | CH51 (1 Wo.)CH                                                                     | UK38 (4 Wo.)UK                                                                     | US14 (5 Wo.)US                                                                     |
| 2024/25   | —                                                                                  | —                                                                                  | CH46 (2 Wo.)CH                                                                     | UK42 (3 Wo.)UK                                                                     | US19 (4 Wo.)US                                                                     |
| Insgesamt | DE39 (28 Wo.)DE                                                                    | AT38 (12 Wo.)AT                                                                    | CH40 (14 Wo.)CH                                                                    | UK5 (61 Wo.)UK                                                                     | US1 (101 Wo.)US                                                                    |

grau schraffiert: keine Chartdaten aus diesem Jahr verfügbar

### Version von Freddy Martin
| Periode   | Höchstplatzierung, GesamtwochenChartsChartplatzierungen (Periode, Platzierungen, Wochen) |
| Periode   | US                                                                                       |
| --------- | ---------------------------------------------------------------------------------------- |
| 1945/46   | US16 (1 Wo.)US                                                                           |
| Insgesamt | US16 (1 Wo.)US                                                                           |

### Version von Frank Sinatra
| Periode   | Höchstplatzierung, GesamtwochenChartsChartplatzierungen (Periode, Platzierungen, Wochen) |
| Periode   | US                                                                                       |
| --------- | ---------------------------------------------------------------------------------------- |
| 1945/46   | US7 (2 Wo.)US                                                                            |
| 1946/47   | US8 (1 Wo.)US                                                                            |
| Insgesamt | US7 (3 Wo.)US                                                                            |

### Version von Mantovani
| Periode   | Höchstplatzierung, GesamtwochenChartsChartplatzierungen (Periode, Platzierungen, Wochen) |
| Periode   | UK                                                                                       |
| --------- | ---------------------------------------------------------------------------------------- |
| 1952/53   | UK6 (3 Wo.)UK                                                                            |
| Insgesamt | UK6 (3 Wo.)UK                                                                            |

### Version von Pat Boone
| Periode   | Höchstplatzierung, GesamtwochenChartsChartplatzierungen (Periode, Platzierungen, Wochen) |
| Periode   | UK                                                                                       |
| --------- | ---------------------------------------------------------------------------------------- |
| 1957/58   | UK29 (1 Wo.)UK                                                                           |
| Insgesamt | UK29 (1 Wo.)UK                                                                           |

### Version von The Drifters
| Periode   | Höchstplatzierung, GesamtwochenChartsChartplatzierungen (Periode, Platzierungen, Wochen) |
| Periode   | US                                                                                       |
| --------- | ---------------------------------------------------------------------------------------- |
| 1955/56   | US80 (1 Wo.)US                                                                           |
|           |                                                                                          |
|           |                                                                                          |
| 1960/61   | US96 (1 Wo.)US                                                                           |
|           |                                                                                          |
|           |                                                                                          |
| 1962/63   | US88 (1 Wo.)US                                                                           |
| Insgesamt | US80 (3 Wo.)US                                                                           |

### Version von Freddie Starr
| Periode   | Höchstplatzierung, GesamtwochenChartsChartplatzierungen (Periode, Platzierungen, Wochen) |
| Periode   | UK                                                                                       |
| --------- | ---------------------------------------------------------------------------------------- |
| 1975/76   | UK41 (4 Wo.)UK                                                                           |
| Insgesamt | UK41 (4 Wo.)UK                                                                           |

### Version von Darts
| Periode   | Höchstplatzierung, GesamtwochenChartsChartplatzierungen (Periode, Platzierungen, Wochen) |
| Periode   | UK                                                                                       |
| --------- | ---------------------------------------------------------------------------------------- |
| 1980/81   | UK48 (7 Wo.)UK                                                                           |
| Insgesamt | UK48 (7 Wo.)UK                                                                           |

### Version von Jim Davidson
| Periode   | Höchstplatzierung, GesamtwochenChartsChartplatzierungen (Periode, Platzierungen, Wochen) |
| Periode   | UK                                                                                       |
| --------- | ---------------------------------------------------------------------------------------- |
| 1980/81   | UK52 (4 Wo.)UK                                                                           |
| Insgesamt | UK52 (4 Wo.)UK                                                                           |

### Version von Keith Harris & Orville
| Periode   | Höchstplatzierung, GesamtwochenChartsChartplatzierungen (Periode, Platzierungen, Wochen) |
| Periode   | UK                                                                                       |
| --------- | ---------------------------------------------------------------------------------------- |
| 1985/86   | UK40 (7 Wo.)UK                                                                           |
| Insgesamt | UK40 (7 Wo.)UK                                                                           |

### Version von Max Bygraves
| Periode   | Höchstplatzierung, GesamtwochenChartsChartplatzierungen (Periode, Platzierungen, Wochen) |
| Periode   | UK                                                                                       |
| --------- | ---------------------------------------------------------------------------------------- |
| 1989/90   | UK71 (4 Wo.)UK                                                                           |
| Insgesamt | UK71 (4 Wo.)UK                                                                           |

### Version von Glee
| Periode   | Höchstplatzierung, GesamtwochenChartsChartplatzierungen (Periode, Platzierungen, Wochen) |
| Periode   | UK                                                                                       |
| --------- | ---------------------------------------------------------------------------------------- |
| 2018/19   | UK98 (1 Wo.)UK                                                                           |
| Insgesamt | UK98 (1 Wo.)UK                                                                           |

### Version von Bryn Terfel
| Periode   | Höchstplatzierung, GesamtwochenChartsChartplatzierungen (Periode, Platzierungen, Wochen) |
| Periode   | UK                                                                                       |
| --------- | ---------------------------------------------------------------------------------------- |
| 2000/01   | UK100 (1 Wo.)UK                                                                          |
| Insgesamt | UK100 (1 Wo.)UK                                                                          |

### Version von Lady Gaga
| Periode   | Höchstplatzierung, GesamtwochenChartsChartplatzierungen (Periode, Platzierungen, Wochen) |
| Periode   | UK                                                                                       |
| --------- | ---------------------------------------------------------------------------------------- |
| 2011/12   | UK87 (1 Wo.)UK                                                                           |
| Insgesamt | UK87 (1 Wo.)UK                                                                           |

### Version von Gwen Stefani
| Periode   | Höchstplatzierung, GesamtwochenChartsChartplatzierungen (Periode, Platzierungen, Wochen) |
| Periode   | UK                                                                                       |
| --------- | ---------------------------------------------------------------------------------------- |
| 2018/19   | UK62 (1 Wo.)UK                                                                           |
| Insgesamt | UK62 (1 Wo.)UK                                                                           |

### Version von Michael Bublé feat. Shania Twain
| Periode   | Höchstplatzierung, GesamtwochenChartplatzierungen (Periode, Platzierungen, Wochen) | Höchstplatzierung, GesamtwochenChartplatzierungen (Periode, Platzierungen, Wochen) |
| Periode   | DE                                                                                 | CH                                                                                 |
| --------- | ---------------------------------------------------------------------------------- | ---------------------------------------------------------------------------------- |
| 2017/18   | DE45 (2 Wo.)DE                                                                     | CH58 (1 Wo.)CH                                                                     |
| 2018/19   | DE35 (2 Wo.)DE                                                                     | —                                                                                  |
| 2019/20   | DE39 (1 Wo.)DE                                                                     | —                                                                                  |
| 2020/21   | DE54 (4 Wo.)DE                                                                     | —                                                                                  |
| 2021/22   | DE39 (2 Wo.)DE                                                                     | —                                                                                  |
| 2022/23   | DE55 (3 Wo.)DE                                                                     | —                                                                                  |
| 2023/24   | DE35 (4 Wo.)DE                                                                     | CH52 (1 Wo.)CH                                                                     |
| 2024/25   | —                                                                                  | CH33 (2 Wo.)CH                                                                     |
| Insgesamt | DE35 (18 Wo.)DE                                                                    | CH33 (4 Wo.)CH                                                                     |

### Version von Michael Bublé
| Periode   | Höchstplatzierung, GesamtwochenChartplatzierungen (Periode, Platzierungen, Wochen) | Höchstplatzierung, GesamtwochenChartplatzierungen (Periode, Platzierungen, Wochen) |
| Periode   | DE                                                                                 | AT                                                                                 |
| --------- | ---------------------------------------------------------------------------------- | ---------------------------------------------------------------------------------- |
| 2017/18   | —                                                                                  | AT51 (1 Wo.)AT                                                                     |
| 2018/19   | —                                                                                  | AT35 (2 Wo.)AT                                                                     |
| 2019/20   | —                                                                                  | AT38 (1 Wo.)AT                                                                     |
| 2020/21   | —                                                                                  | AT45 (4 Wo.)AT                                                                     |
| 2021/22   | —                                                                                  | AT54 (1 Wo.)AT                                                                     |
| 2022/23   | —                                                                                  | AT61 (2 Wo.)AT                                                                     |
| 2023/24   | —                                                                                  | AT40 (3 Wo.)AT                                                                     |
| 2024/25   | DE27 (4 Wo.)DE                                                                     | AT34 (3 Wo.)AT                                                                     |
| Insgesamt | DE27 (4 Wo.)DE                                                                     | AT34 (17 Wo.)AT                                                                    |

## Auszeichnungen für Musikverkäufe
Bing Crosby

| Land/Region         | Auszeichnungen für Musikverkäufe (Land/Region, Auszeichnung, Verkäufe) | Verkäufe |
| ------------------- | ---------------------------------------------------------------------- | -------- |
| Australien (ARIA)   | Platin                                                                 | 70.000   |
| Dänemark (IFPI)     | Platin                                                                 | 90.000   |
| Deutschland (BVMI)  | Gold                                                                   | 300.000  |
| Griechenland (IFPI) | Gold                                                                   | 10.000   |
| Italien (FIMI)      | Gold                                                                   | 50.000   |
| Schweden (IFPI)     | Gold                                                                   | 15.000   |
| Insgesamt           | 4× Gold · 2× Platin ·                                                  | 535.000  |

Michael Bublé

| Land/Region        | Auszeichnungen für Musikverkäufe (Land/Region, Auszeichnung, Verkäufe) | Verkäufe |
| ------------------ | ---------------------------------------------------------------------- | -------- |
| Deutschland (BVMI) | Gold                                                                   | 300.000  |
| Italien (FIMI)     | Platin                                                                 | 70.000   |
| Insgesamt          | 1× Gold · 1× Platin ·                                                  | 370.000  |

Hauptartikel: Michael Bublé/Auszeichnungen für Musikverkäufe
Michael Bublé & Shania Twain

| Land/Region                  | Auszeichnungen für Musikverkäufe (Land/Region, Auszeichnung, Verkäufe) | Verkäufe |
| ---------------------------- | ---------------------------------------------------------------------- | -------- |
| Vereinigtes Königreich (BPI) | Gold                                                                   | 400.000  |
| Insgesamt                    | 1× Gold ·                                                              | 400.000  |

Hauptartikel: Michael Bublé/Auszeichnungen für Musikverkäufe